# Debbie Harry
Debbie Harry, właściwie Deborah Ann Harry (ur. jako Angela Tremble 1 lipca 1945 w Miami) – amerykańska piosenkarka i aktorka, wokalistka punkrockowego i nowofalowego zespołu Blondie, odnoszącego największe sukcesy na przełomie lat 70. i 80. XX wieku.

## Życiorys

### Dzieciństwo i młodość
Została adoptowana w wieku trzech miesięcy przez Richarda i Catherine Harry z New Jersey. Po liceum Harry przeniosła się do Nowego Jorku, gdzie rozpoczynała karierę jako „króliczek” Playboya.

### Kariera zawodowa
Początki w NY nie były łatwe, tułała się po nocnych klubach, mieszkała u dilerów i pracowała jako barmanka w Max’s Kansas City, ale szybko dała się poznać jako wokalistka obdarzona charakterystycznym głosem i nieprzeciętną energią sceniczną czy wręcz charyzmą. Wielką karierę przepowiedział jej Andy Warhol, którego była muzą. Przez lata na wpływ Debbie Harry powoływali się projektanci mody, fotografowie, reżyserzy i oczywiście muzycy – począwszy od Beth Ditto i Karen O, skończywszy na Lady Gadze. Harry jest uważana za jedną z pierwszych modelowych postaci „silnych kobiet” w muzyce rockowej, której wizerunek był wcześniej zdominowany przez solistów-mężczyzn. Była inspiracją m.in. dla Madonny, Christiny Aguilery, Britney Spears czy Pink.

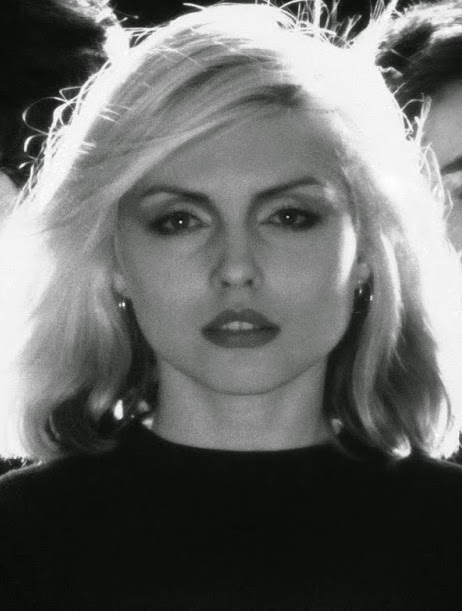
Harry w 1977

Przed założeniem zespołu Blondie była członkinią grup The Wind in the Willows i The Stilettos. Największe sukcesy odniosła z zespołem Blondie, który założyła wraz z Chrisem Steinem, z którym przez wiele lat byli parą. Ona pisała teksty, a on muzykę. Zespół zaczynał od grania w kultowym nowojorskim klubie CBGB. Blondie wypracował nowatorską kombinację rocka, punkrocka, disco, a nawet rapu i reggae i jest uważany za jeden z zespołów-prekursorów nowej fali. Niezbywalnym elementem wizerunku zespołu był atrakcyjny wygląd i sex appeal Debbie Harry.
Oprócz działalności w Blondie, Debbie Harry nagrała kilka płyt solowych, a także wystąpiła w kilkudziesięciu filmach. Natomiast po jego rozwiązaniu współpracowała m.in. z The Jazz Passengers przy produkcji albumu In Love. Wraz z Mobym nagrała również utwór New York, New York.
Amerykański zespół The B-52’s w 1998 roku nagrał o niej piosenkę „Debbie”, a polski zespół Pidżama Porno piosenkę „Tom Petty spotyka Debbie Harry”, która znalazła się na ich płycie Marchef w butonierce.
1 października 2019 roku wyszła autobiografia „Face it”, którą stworzyła wspólnie z dziennikarką muzyczną Sylvie Simmons.

### Życie prywatne
Od lat 70. do 1989 roku była związana z Chrisem Steinem, swoim partnerem z zespołu. 10 lat po ich rozstaniu Chris się ożenił (w 1999 roku) z Barbarą Sicuranzą, mają dwie córki: Akirę (2003–2023) i Valentinę – Deborah Harry jest matką chrzestną obu dziewczynek. Do tej pory przyjaźni się z Chrisem i nadal razem grają w zespole Blondie.

## Publikacje
- Debbie Harry, Chris Stein, Victor Bockris, Making Tracks: The Rise Of Blondie, 1998, Da Capo Press, ISBN 978-0-306-80858-6.
- Debie Harry, Face It: A Memoir, HarperCollins, ISBN 978-0-06-074958-3.

## Dyskografia
Albumy
| KooKoo                      | - Data: 27 lipca 1981 - Wydawca: Chrysalis Records       | 6  | 25 | 7  | 17 | 24 | - USA: złota płyta - UK: srebrna płyta |
| Rockbird                    | - Data: 15 listopada 1986 - Wydawca: Geffen Records      | 31 | 97 | 30 | 22 | –  | - UK: złota płyta                      |
| Def, Dumb and Blonde        | - Data: 16 października 1989 - Wydawca: Sire Records     | 12 | –  | –  | –  | –  | - UK: srebrna płyta                    |
| Debravation                 | - Data: 24 sierpnia 1993 - Wydawca: Sire Records         | 24 | –  | –  | –  | –  |                                        |
| Necessary Evil              | - Data: 25 września 2007 - Wydawca: Eleven Seven Records | 86 | –  | –  | –  | –  |                                        |
| „–” album nie był notowany. |                                                          |    |    |    |    |    |                                        |

Kompilacje
| Once More into the Bleach                                        | - Data: grudzień 1988 - Wydawca: Chrysalis Records     | 50 | 47 |                     |
| The Complete Picture: The Very Best of Deborah Harry and Blondie | - Data: marzec 1991 - Wydawca: Chrysalis Records       | 3  | –  | - UK: srebrna płyta |
| Most of All: The Best of Deborah Harry                           | - Data: 30 listopada 1999 - Wydawca: Chrysalis Records | –  | –  |                     |
| „–” album nie był notowany.                                      |                                                        |    |    |                     |

## Filmografia

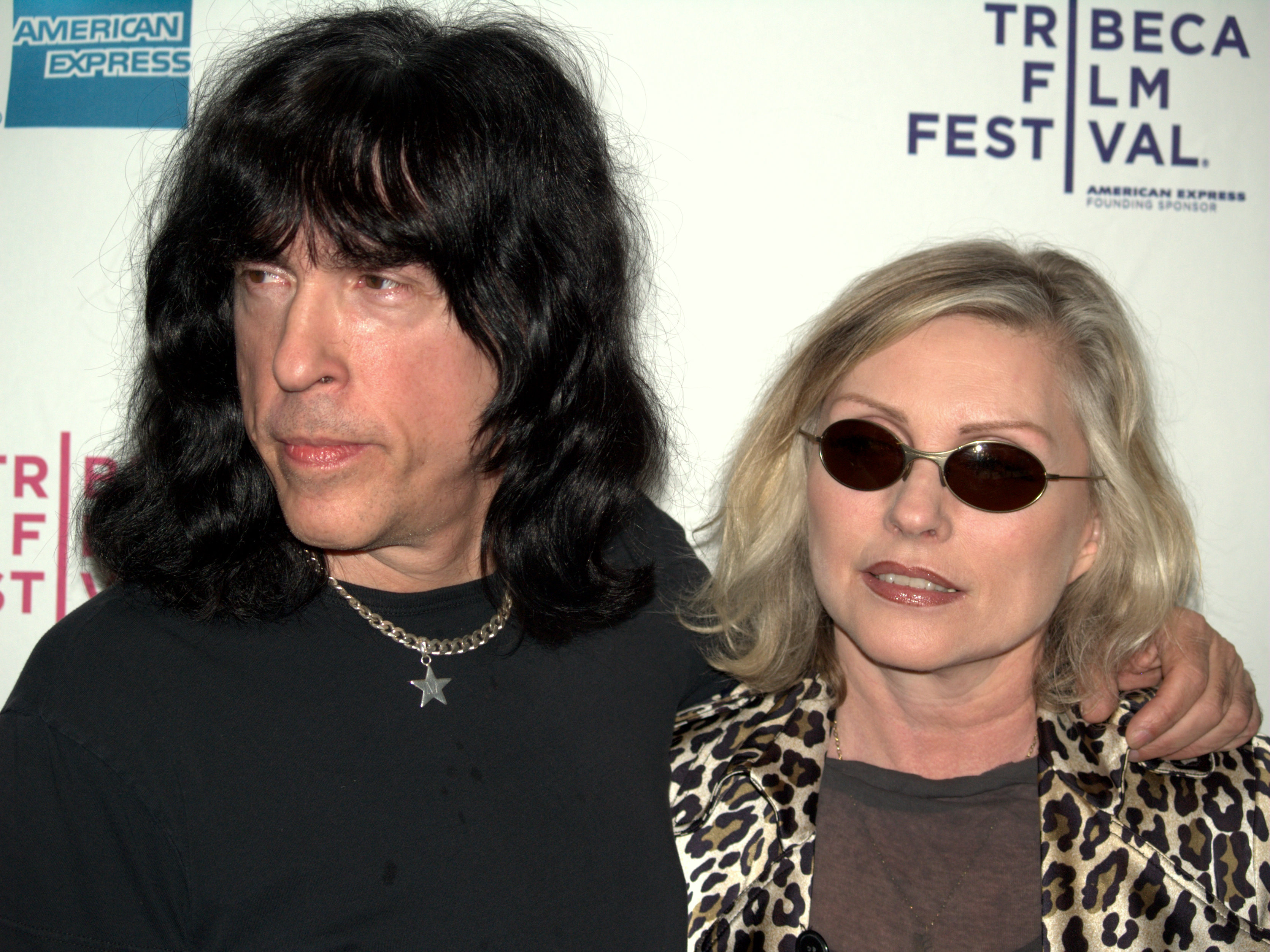
Debbie Harry oraz Marky Ramone podczas Tribeca Film Festival w 2009 roku.

| Tytuł                                                     | Rok  | Rola             | Uwagi                                                      | Źródło |
| --------------------------------------------------------- | ---- | ---------------- | ---------------------------------------------------------- | ------ |
| „Wideodrom”                                               | 1983 | Nicki Brand      | film fabularny, reżyseria: David Cronenberg                | [ 26 ] |
| „Twoja na zawsze, Lulu”                                   | 1987 | Lulu             | film fabularny, reżyseria: Amos Kollek                     | [ 27 ] |
| „Lakier do włosów”                                        | 1988 | Velma Von Tussle | film fabularny, reżyseria: John Watters                    | [ 28 ] |
| „Opowieści z ciemnej strony”                              | 1990 | jako Betty       | film fabularny, reżyseria: John Harrison                   | [ 29 ] |
| „Too Tough to Die: A Tribute to Johnny Ramone”            | 2006 | jako ona sama    | film dokumentalny, reżyseria: Mandy Stein                  | [ 30 ] |
| „Robert Williams Mr. Bitchin”                             | 2010 | jako ona sama    | film dokumentalny, reżyseria: Mary C Reese, Doug Blake     | [ 31 ] |
| „Harry Dean Stanton: Partly Fiction”                      | 2012 | jako ona sama    | film dokumentalny, reżyseria: Sophie Huber                 | [ 32 ] |
| „Nile Rodgers: The Hitmaker”                              | 2013 | jako ona sama    | film dokumentalny, reżyseria: Martyn Stevens               | [ 33 ] |
| „What Difference Does It Make? A Film About Making Music” | 2014 | jako ona sama    | film dokumentalny, reżyseria: Ralf Schmerberg              | [ 34 ] |
| „Mapplethorpe: Look at the Pictures”                      | 2016 | jako ona sama    | film dokumentalny, reżyseria: Fenton Bailey, Randy Barbato | [ 35 ] |